# Rosa dsharkenti
Rosa dsharkenti är en rosväxtart som beskrevs av Chrshanovsky. Rosa dsharkenti ingår i släktet rosor, och familjen rosväxter. Inga underarter finns listade i Catalogue of Life.